# Пикамоль, Луи
Луи Пикамоль (фр. Louis Picamoles, родился 5 февраля 1986 в Париже) — французский регбист, выступавший на позиции форварда третьей линии.

## Биография

### Клубная карьера
Регби занялся в коммуне Ле-Шене, прошёл школу «Монпелье», за его основной состав дебютировал в 2004 году. Его одноклубниками были Франсуа Трин-Дюк и Фюльжанс Уэдраого, образовывавшие ударное трио в команде. В июне 2009 года Луи покинул стан «Монпелье» и подписал вскоре контракт с «Тулузой» на 4 года.

### Карьера в сборной
Первую игру он провёл за сборную 9 февраля 2008 против сборной Ирландии. Новость о вызове ему пришла 5 февраля, в день его 22-летия, и Луи сначала принял её за розыгрыш. Как оказалось, он стал тысячным игроком сборной Франции, сыгравшим хотя бы один международный матч. 11 мая 2011 тренер сборной Марк Льевремон выбрал его в список 30 кандидатов на участие в чемпионате мира в Новой Зеландии. В групповом этапе он сыграл матчи против Канады (46:19), Новой Зеландии (17:37), а в четвертьфинале помог команде победить Англию (19:12).
В 2012 году он участвовал в Кубке шести наций, сыграв два матча против Италии и Шотландии. 11 января 2013 тренер сборной Филипп Сент-Андре призвал его в список 33 игроков для подготовки к матчам Кубка шести наций. На турнире Луи выступал в третьей линии, сыграв четыре матча против Италии, Уэльса, Англии и Ирландии, а также реализовал две попытки против Италии (23:18) и Ирландии (13:13). Важно отметить, что Луи совершил попытку в игре с Ирландией на 74-й минуте и спас французов от поражения, тем самым завоевав приз лучшего игрока.
6 января 2014 Луи снова вызван для подготовки к Кубку шести наций.

#### Попытки в матчах
| # | Дата           | Арена                                             | Противник         | Счёт  | Турнир            |
| - | -------------- | ------------------------------------------------- | ----------------- | ----- | ----------------- |
| 1 | 15 ноября 2008 | Стад Бональ, Сошо, Франция                        | Пасифик Айлендерс | 42–17 | Тестовый матч     |
| 2 | 16 июня 2012   | Эстадио Марио Альберто Кемпес, Кордоба, Аргентина | Аргентина         | 20-23 | Тестовый матч     |
| 3 | 10 ноября 2012 | Стад де Франс, Сен-Дени, Франция                  | Австралия         | 33-10 | Тестовый матч     |
| 4 | 3 февраля 2013 | Стадио Олимпико, Рим, Италия                      | Италия            | 18-23 | Кубок шести наций |
| 5 | 9 марта 2013   | Авива, Дублин, Ирландия                           | Ирландия          | 13-13 | Кубок шести наций |

## Достижения
- Чемпион Франции: 2011, 2012
- Победитель Кубка Хейнекен: 2010
- Серебряный призёр чемпионата мира: 2011